# 屋上ミサイル〜謎のメッセージ
『屋上ミサイル〜謎のメッセージ』（おくじょうミサイルなぞのメッセージ）は、山下貴光による日本の推理小説、青春小説。

## 概要
- 第7回『このミステリーがすごい!』大賞の大賞受賞作の『屋上ミサイル』の続編[1]となるストーリー。

## ストーリー概要
偶然、学校の屋上で会った4人の高校生たちが『屋上部』を結成し、身の回りで起きる事件に立ち向かうミステリー。

## ストーリー
「屋上部」の4人が在籍する高校の校内では事件が頻発していた。更に一連の事件の犯人に国重が疑われてしまう。 